# 易佩紳
易佩紳（1826年—1906年），字子芴、又字芴山，湖南龍陽（今湖南省漢壽縣）人，清朝政治人物。易正元之孫、易天成之子。
咸豐二年，優貢生。咸豐六年，考取八旗官學教習。咸豐八年，順天鄉試舉人。咸豐十年，加謄錄。同治元年，加同知銜。同治二年，加道銜。同治七年，加按察使銜。同治九年，署理安順府事務。同治十二年，加布政使銜。光緒二年，署貴東道。光緒四年，任貴州貴東道。光緒六年，任貴州按察使。光緒八年，任山西布政使。光緒九年，任四川布政使。光緒十一年，任江蘇布政使。著有《函樓文鈔》、《函樓奏稿》、《函樓制義》、《函樓詩鈔》、《函樓詞鈔》、《詩義擇從》、《通鑒觸》。有子易順鼎、易順豫。有女易瑜、女婿黃仲芳。